# Lycaena squalida
Lycaena squalida är en fjärilsart som beskrevs av Ruggero Verity 1920. Lycaena squalida ingår i släktet Lycaena och familjen juvelvingar. Inga underarter finns listade i Catalogue of Life.